# Damiel Dossevi
Damiel Dossevi (né le 3 février 1983 à Chambray-lès-Tours) est un athlète et entraîneur d'athlétisme français d'origine togolaise spécialiste du saut à la perche. Il mesure 1,82 m pour 82 kg. Licencié depuis 2008 au  CA Montreuil 93, il fut entraîné par  Georges Martin. Sa sœur jumelle Narayane est également athlète, spécialiste du saut en longueur.  
Il est le fils de l'ancien footballeur togolais Othniel Dossevi. Damiel est aussi le neveu de Pierre-Antoine Dossevi et le cousin des frères Mathieu et Thomas Dossevi, également footballeurs professionnels. 
Damiel Dossevi continue de sauter notamment aux interclubs mais se consacre de plus en plus à sa carrière d'entraineur. Il entraine entre autres les perchistes françaises Marie-Julie Bonnin et Margot Chevrier.

## Carrière

### Débuts
Damiel Dossevi commence le saut à la perche en club à seize ans, en 1999 avec Georges Martin qui est d'ailleurs toujours son entraîneur actuel. Auparavant, il avait découvert l'athlétisme grâce à sa sœur, Narayane Dossevi, et l'UNSS de son collège.
Il pratiquait d'abord le sprint et la longueur comme sa sœur, domaines où il est fort, puis les épreuves combinées avant d'intégrer le groupe de  Georges Martin.

### Premières compétitions
Son record avant de s'entraîner avec  Georges Martin, fut 3,90 m. Dès sa spécialisation, il monte dans les hauteurs, avec dès sa première année, 4,55 m puis 5 mètres l'année suivante, signe qu'il pouvait aller bien plus haut. Cependant ces marques ne lui permettent que de prétendre à une 48e place en France toutes catégories masculines comprises, car à cette époque le niveau est relativement élevé.
Dès l'année suivante, il se classe 15e dans les bilans avec une marque de 5,30 m, et participe aux qualifications des championnats d'Europe junior d'athlétisme 2001 de Grossetto avec de futures stars, tels Mark Lewis-Francis ou Ronald Pognon, mais échoue à 4,90 m et ne peut atteindre la finale remporté par Dmitri Kouptsov avec 5,55 m.

### La montée en puissance etErfurt

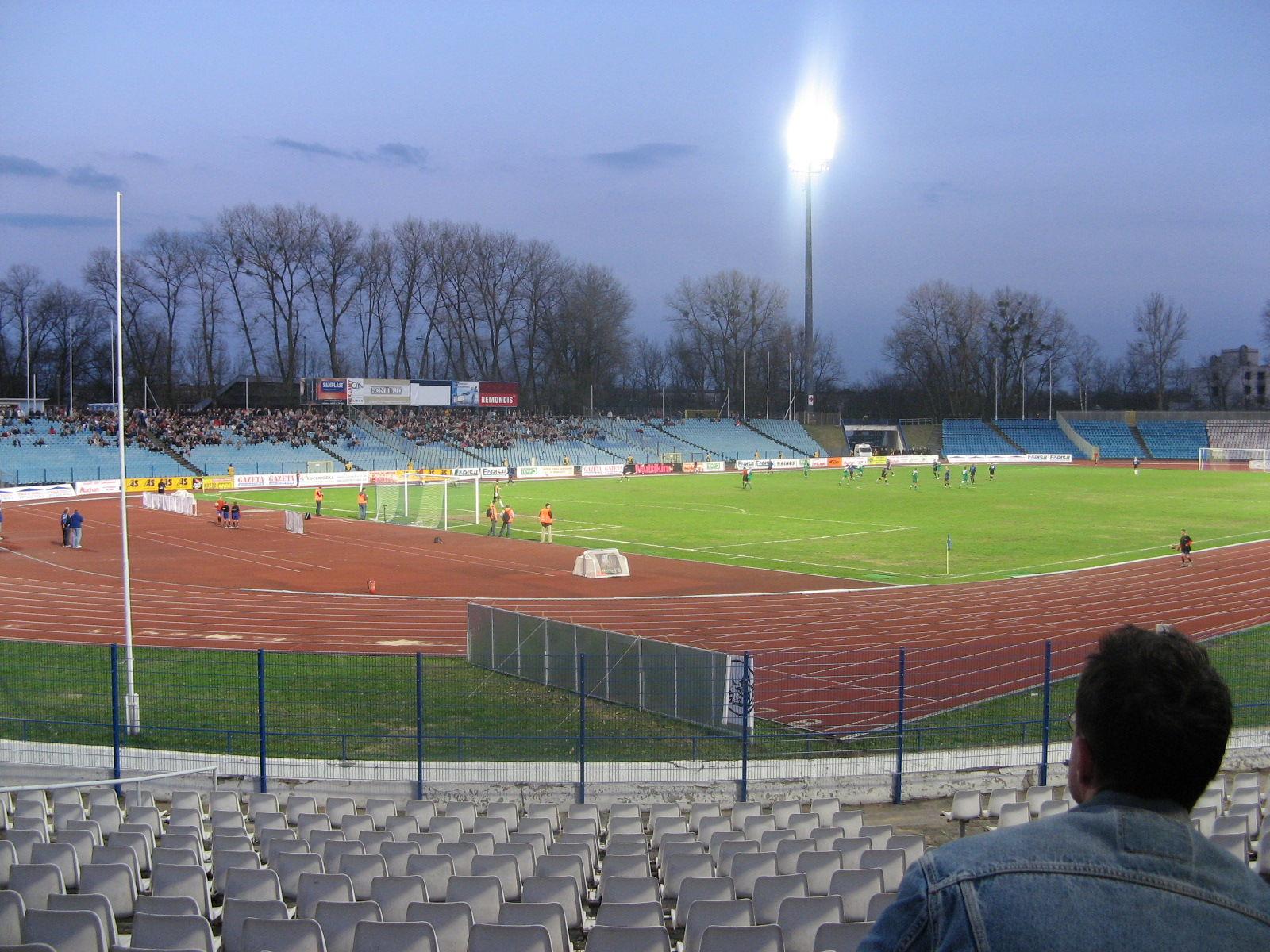
Le stade Zdzisław-Krzyszkowiak de Bydgoszcz

Deux après cet échec, Damiel Dossevi retente sa chance dans la catégorie supérieure, mais cette fois-ci avec un record plus élevé : 5,55 m. Il est alors classé 4e français toutes catégories confondues mais n'est que le 65e mondial.
Les championnats d'Europe espoir d'athlétisme 2003 se déroulent à Bydgoszcz sur le stade Zdzisław-Krzyszkowiak et Damiel Dossevi reste sur un cuisant échec aux championnats de France espoirs ; malheureusement, en qualification, il échoue à 5,20 m et n'atteint donc pas la finale,.
L'année suivante, il n'améliore sa marque que de 5 cm, mais cela est suffisant pour prendre la 3e place aux bilans. 2005 est l'année décisive pour Damiel Dossevi, il se distingue aux Championnats d'Europe junior en salle 2005 de Madrid avec une marque de 5,40 m dès le début de saison. Il empoche ensuite le titre de champion de France espoirs 2005 et s'adjuge la première place aux Jeux de la Francophonie avec 5,40 m. Damiel Dossevi arrive confiant pour les Championnats d'Europe espoirs d'Erfurt, où il décroche avec brio la médaille d'or avec la marque de 5,75 m (record personnel). Il participe aux Championnats du monde d'Helsinki mais est éliminé dès les qualification,.

### Les saisons 2007, 2008 et 2009
En 2006, Damiel Dossevi passe dans la catégorie sénior, et il lui faut retomber du nuage sur lequel il était monté après son titre. Aux championnats de France en salle d'Aubière, Damiel obtient une 5e place avec 5,45 m et n'est pas sélectionné pour les championnats du monde d'athlétisme en salle 2006. Plus tard dans sa saison, Damiel enchaîne une très bonne performance avec un zéro, ce qui le pénalise pour les championnats de France qui ont lieu à Tomblaine; il y fait zéro. Malgré cela, il est sélectionné pour les Championnats d'Europe où il parvient à atteindre la finale et y fait 15e avec 5,40 m, il finit alors sa saison.
Le  français entame sa saison 2007 à Aulnay-sous-bois avec 5,40 m. Cependant, une blessure au coude l'empêche de continuer sa préparation correctement et de participer aux Championnats de France d'athlétisme en salle.La rééducation se passe bien et les résultats lui donnent un espoir pour les  mondiaux d'Osaka, puisqu'il réalise par deux fois 5,60 m. À Niort, il parvient à prendre une 2e place très correcte avec 5,60 m mais à Osaka, Damiel est éliminé dès les qualifications ne parvenant pas à franchir la barre nécessaire à l'accès en finale. La concurrence avec Romain Mesnil qui s'entraîne avec lui le pousse à changer de club, puisqu'il va au CA Montreuil 93 qui est champion de France interclub et qui cherchait un perchiste de haut niveau.
En  2008, il tente de se reprendre, avec pour objectif les Jeux olympiques 2008 de Pékin. Sa saison débute mal, mais une lueur d'espoir est entrevue à Eaubonne en franchissant 5,60 m. Cependant, Damiel est victime de la concurrence, Romain Mesnil et Jérôme Clavier entre autres, et ne parvient à prendre qu'une petite 5e place chez lui, à Bordeaux pour les championnats de France en salle. Le calvaire continue malgré une 3e aux championnats de France d'Albi.C'est Jérôme Clavier qui remplacera Damiel pour les Jeux olympiques de Pékin, ce dernier franchissant trop tardivement les minimas à cause de sa blessure qui réapparaissait.

### 2009 et 2010

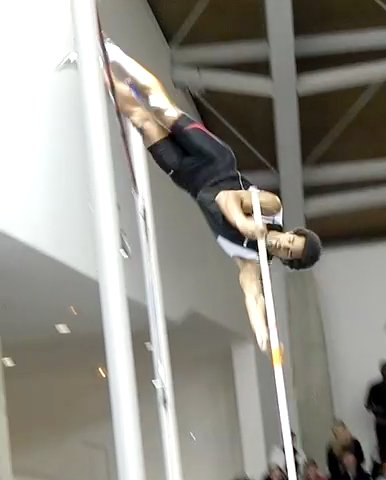
Damiel Dossevi lors du Perche Concept Mixte

En 2009, il participe aux championnats du monde d'athlétisme à Berlin à la suite de l'amélioration de ses résultats et le franchissement de 5,70 m trois fois d'affilée. À Berlin, Damiel retrouve son potentiel et se qualifie pour la finale dans laquelle il finit à la sixième place grâce à un saut à 5,75 m, égalant ainsi son record personnel. Lors de cette même finale, ses 2 compatriotes Romain Mesnil et Renaud Lavillenie se classent respectivement à la seconde et troisième place. La fin de saison est glorieuse, le Français se classe troisième de la Finale mondiale d'athlétisme de Thessalonique avec 5,60 m.
La saison  2010 commence bien pour Damiel Dossevi, puisqu'il réalise dès son premier concours 5,61 m. Malgré quelques ratés à 5,45 m, il arrive confiant aux  mondiaux de Doha. Cependant, comme son compatriote Renaud Lavillenie, il échoue dès les qualifications avec une barre de 5,30 m. À la suite de cette désillusion, Damiel se reprend, il saute à 5,60 m à Bonneuil-sur-Marne puis 5,70 m à Lausanne pendant le meeting Diamond League et lors des  championnats de France de Valence, il égale son record et s'offre une 2e place méritée, juste derrière un futur champion d'Europe, Renaud Lavillenie.
Aux championnats d'Europe d'athlétisme 2010 de Barcelone, il s'est adjugé une 5e place avec 5,70 m, avec une légère déception, le podium se situant 5 cm plus haut. Barcelone aurait pu être l'endroit de sa consécration, puisqu'il se sentait prêt pour réaliser 5,80 m, mais comme cela n'a pas été le cas, Damiel Dossevi reste concentré sur les  mondiaux de Daegu. C'est pourquoi il voulait participer à la première étape du Perche Élite Tour organisée à Veigné par l'Athlétic Trois Tours, cependant une tendinite au tendon d'Achille l'en a empêché. Il s'est néanmoins déplacé pour regarder le concours.

### 2011 — 2012

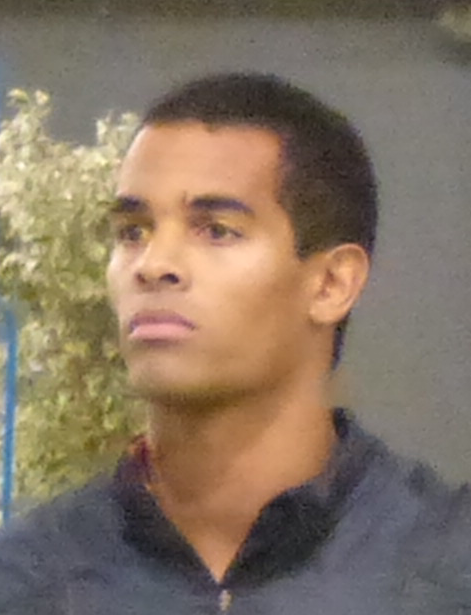
Damiel Dossevi lors du meeting Capitale Perche du Perche Élite Tour le 14 janvier

La saison 2011 débute lors du meeting Capitale Perche à Clermont-Ferrand, il y réalise 5,57 m. 4e français, il se qualifie malgré tout aux championnats d'Europe en salle de Paris-Bercy grâce au désistement de Romain Mesnil ; il échoue en qualifications. Il termine sa saison en salle en remportant la finale du Perche Élite Tour à Cassis en effaçant une barre de 5,44 m. Sa saison en plein air reprend lors du premier tour des championnats de France interclubs d'athlétisme à Tremblay-en-France, il termine troisième du concours ne franchissant que 5,10 m et est devancé par Sébastien Homo et Aurélien Chastagnier (tous deux à 5,20 m).

## Technique de saut
Damiel Dossevi s'entraîne avec  Georges Martin, dans le groupe OPA (Objectif Perche Atlantique), avec notamment Romain Mesnil et Stéphane Diaz. Il était licencié au Stade Bordelais jusqu'en 2007, mais a changé de club et s'est licencié au  CA Montreuil 93. Il pratiquait parfois le lancer de javelot le saut en longueur et le 200 mètres.
Lorsqu'il  saute à la perche, le principal point fort de Damiel Dossevi est sa course, c'est aussi pour cela qu'il a commencé par les épreuves combinées avant de se spécialiser sur le saut à la perche. Il est aussi grand et fort et cela l'avantage car il saute en rentrant dans ses perches, cependant, cela l'empêche de sauter très haut avec une petite perche puisqu'il a tendance à retomber sur la barre,.

## Palmarès

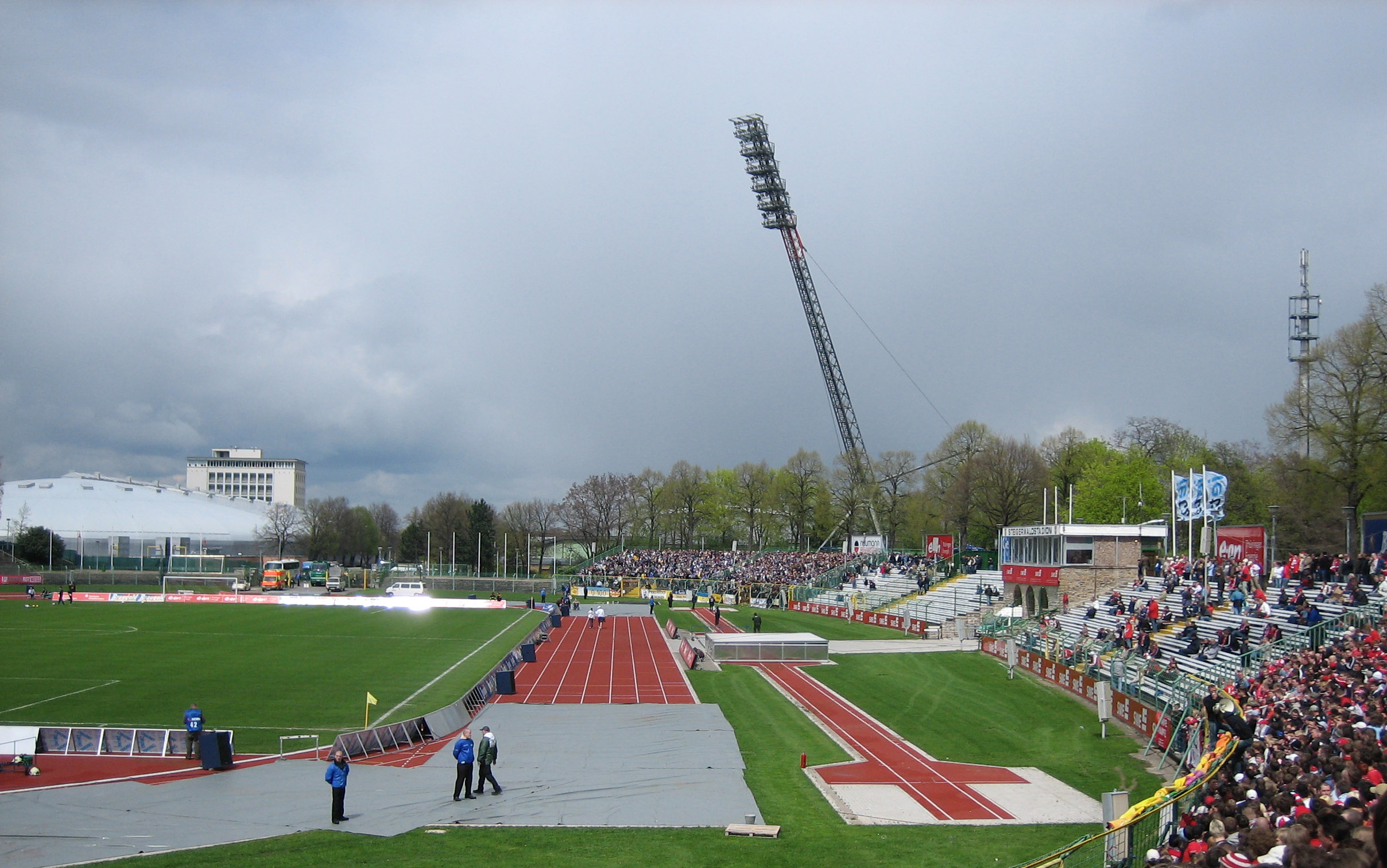
Le stade d'Erfurt qui a accueilli les Championnats d'Europe espoirs

| Date | Compétition                   | Lieu          | Place   | Marque |
| ---- | ----------------------------- | ------------- | ------- | ------ |
| 2001 | Championnats d'Europe juniors | Grosseto      | qualif. | 4,90 m |
| 2003 | Championnats d'Europe espoirs | Bydgoszcz     | qualif. | 5,20 m |
| 2005 | Championnats d'Europe espoirs | Erfurt        | 1er     | 5,75 m |
| 2005 | Jeux de la Francophonie       | Niamey        | 1er     | 5,40 m |
| 2007 | Championnats du monde         | Osaka         | 11e     | 5,40 m |
| 2009 | Championnats du monde         | Berlin        | 6e      | 5,75 m |
| 2009 | Finale mondiale               | Thessalonique | 3e      | 5,60 m |
| 2010 | Championnats d'Europe         | Barcelone     | 5e      | 5,70 m |

## Palmarès National
| Date | Compétition                    | Lieu      | Place | Marque |
| ---- | ------------------------------ | --------- | ----- | ------ |
| 2004 | Championnats de France espoirs | Niort     | 2e    | 5,50 m |
| 2005 | Championnats de France espoirs | Paris     | 2e    | 5,45 m |
| 2006 | Championnats de France         | Tomblaine | DSQ   | —      |
| 2007 | Championnats de France         | Niort     | 2e    | 5,60 m |
| 2008 | Championnats de France         | Albi      | 3e    | 5,55 m |
| 2009 | Championnats de France         | Angers    | 3e    | 5,55 m |
| 2010 | Championnats de France         | Valence   | 2e    | 5,75 m |

Malgré de très bons résultats internationaux, dont un titre de  champion d'Europe d'espoir, Damiel Dossevi n'a jamais été  champion de France du fait de la concurrence avec notamment Romain Mesnil, Jérôme Clavier et plus récemment Renaud Lavillenie.